# Костел святого Станіслава (Ковель)
Костел святого Станіслава в Ковелі — втрачена культова споруда Римо-католицької церкви в місті Ковелі (нині — центрі однойменного району Волинської области України).

## Історія
Будівництво костелу святого Станіслава розпочали в 1924 році під керівництвом архітектора Стефана Шиллера. До початку Другої світової війни костел так і не був повністю добудований, хоча богослужіння у ньому проводили вже від 1935 року. Протягом війни костел серйозно постраждав, а після повернення радянської влади, протягом 1945 року його повністю розібрали.
Нині на місці, де був костел, а також прилеглій території розташовується стадіон «Локомотив».